# Fuchs-Fleck
Der Fuchs-Fleck (auch: Fuchs'scher Fleck), benannt nach dem Augenarzt Ernst Fuchs, ist ein schwarzer Fleck in der Makula durch Wucherung des Pigmentephitels.

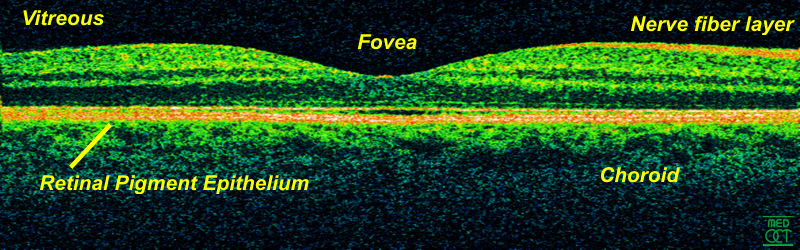
OCT einer Netzhaut

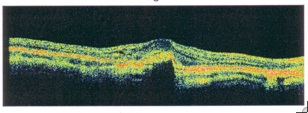
Aufnahme einer Netzhaut mit sechs Monate altem Fuchs-Fleck

## Beschreibung
Der Fuchs-Fleck ist ein Augenleiden bedingt durch schwere Kurzsichtigkeit. Infolge von Dehnungsvorgängen kommt es zu Blutungen in der Netzhaut, häufig mit subretinaler Neovaskularisation. Die Folge ist ein Sehschärfenverlust.

### Symptome
Die Symptome ähneln denen der Makuladegeneration. Erstes Symptom ist das Phänomen, dass vertikale oder horizontale Linien nicht mehr gerade, sondern wellenförmig wahrgenommen werden. Erst nach einigen Tagen oder auch Wochen erscheint an der Stelle ein schwarzer Fleck, der das Sehen behindert. Mit fortschreitender Vernarbung kann es zu einer völligen Heilung kommen. Die Narbe ist in dem Fall nur noch bei einer Augenspiegelung nachweisbar.
Im Falle einer pigmentierten Narbe bleibt die Sehschärfe beeinträchtigt.

### Behandlung
Bisher ist keine ursächliche Behandlung bekannt. Falls es zur Neubildung von Blutgefäßen kommt,  kann mit photodynamischer Therapie behandelt werden oder Medikamente in das Auge gegeben werden, die die Gefäßneubildung hemmen. Es kann aber auch zu spontaner Rückbildung solcher Blutgefäße kommen.